# Juan de la Fuente
Juan de la Fuente (Buenos Aires, 15 agosto 1976) è un velista argentino.

## Palmarès

### Olimpiadi
- 2 medaglie:
  - 2 bronzi (Sydney 2000 nel 470; Londra 2012 nel 470)